# جو هندرسون (لاعب كرة قدم كندية)
جو هندرسون (بالإنجليزية: Joe Henderson)‏ هو لاعب كرة قدم كندية أمريكي، ولد في 6 مارس 1986 في برمنغهام في الولايات المتحدة.